# Earthspan
Earthspan è un album della The Incredible String Band, pubblicato dalla Island Records nel 1972. Il disco fu registrato all'Island Studios ed al Sound Techniques di Londra (Inghilterra).

## Tracce
Lato A
1. My Father Was a Lighthouse Keeper – 4:21 (Malcolm Le Maistre)
2. Antoine – 3:53 (Mike Heron)
3. Restless Night – 3:30 (Robin Williamson)
4. Sunday Song – 8:28 (Mike Heron, Licorice McKechnie)

Lato B
1. Black Jack David – 2:38 (Mike Heron)
2. Banks of Sweet Italy – 3:01 (Robin Williamson)
3. The Actor – 3:49 (Malcolm Le Maistre (testi), Robin Williamson (musica))
4. Moon Hang Low – 3:22 (Robin Williamson)
5. Sailor and the Dancer – 2:34 (Malcolm Le Maistre)
6. Seagull – 6:02 (Mike Heron)

## Musicisti
My Father Was a Lighthouse Keeper
- Malcolm LeMaistre - voce solista, chitarra acustica
- Robin Williamson - violino, violoncello, accompagnamento vocale
- Stuart Gordon - viola, violino, voce
- Mike Heron - basso, pianoforte, accompagnamento vocale
- Dave Mattacks - batteria

Antoine
- Mike Heron - organo (di chiesa), voce
- Stuart Gordon - viola, violino, voce

Restless Night
- Robin Williamson - chitarra, voce solista
- Mike Heron - pianoforte elettrico, basso
- Likky (Licorice McKechnie) - accompagnamento vocale
- Dave Mattacks - batteria

Sunday Song
- Likky (Licorice McKerchnie) - voce
- Mike Heron - pianoforte, organo, voce
- Malcolm LeMaistre - voce
- Robin Williamson - oboe, flauto, mandolino
- Brian Davidson - batteria

Black Jack David
- Mike Heron - chitarra acustica, voce solista
- Robin Williason - violino, voce
- Stuart Gordon - viola, violino, voce
- Malcolm LeMaistre - mandolino
- Stan Lee - basso, piatto (cymbal high hat), handclaps
- Jack Ingram - handclap

Banks of Sweet Italy
- Likky (Licorice McKerchnie) - voce
- Robin Williamson - basso, fiddle (hardingfele), chitarra, voce
- Malcolm LeMaistre - fischietto (whistle), voce
- Mike Heron - organo

The Actor
- Malcolm LeMaistre - voce solista
- Mike Heron - basso, pianoforte
- Robin Williamson - chitarra, pianoforte elettrico, flauti, viola, accompagnamento vocale

Moon Hang Low
- Robin Williamson - chitarra, voce
- Mike Heron - basso
- Dave Mattacks - batteria

Sailor and the Dancer
- Malcolm LeMaistre - harmonium, voce
- Robin Williamson - chitarra, gimbri, flauto cinese
- Likky (Licorice McKerchnie) - accompagnamento vocale

Seagull
- Mike Heron - chitarra acustica, chitarra elettrica, organo hammond, accordion, voce solista
- Robin Williamson - flauto, gimbri, fischietto (whistle), chitarra
- Likky (Licorice McKerchnie) - accompagnamento vocale, basso
- Malcolm LeMaistre - accompagnamento vocale
- Digger and Friends - accompagnamento vocale